# Reichsbürgerrecht 1848–1850
In den Einigungsversuchen von 1848 bis 1850 stand die Frage im Raum, wie ein Reichsbürgerrecht zu verwirklichen sei. Jeder Deutsche sollte in jedem Gliedstaat Deutschlands dieselben Rechte haben. Dem standen ältere, einzelstaatliche und zum Teil auch lokale Bestimmungen gegenüber, die zum Beispiel Ortsfremden den Aufenthalt in einer Gemeinde verweigerten. Bestimmungen zum Reichsbürgerrecht sind in den Grundrechten des deutschen Volkes vom 27. Dezember 1848 enthalten, die dann 1849 in die Frankfurter Reichsverfassung (FRV) aufgenommen wurden.
Ein Kernbestandteil des Reichsbürgerrechtes war die Freizügigkeit der Deutschen, also das Recht, seinen Wohnsitz frei im Reichsgebiet zu wählen. Dazu gehörte auch das Recht, auszuwandern. Das Reichsbürgerrecht regelte ferner die Gleichheit vor dem Gesetz, schaffte Vorrechte des Adels ab und sah eine Gleichheit bei der Wehrpflicht vor.

## Ausgangslage
Die Deutsche Bundesakte war kein Vorläufer der FRV, sondern eher ein Gegenmodell. Sie sprach zwar bereits von Indigenatsrechten (Art. 18), was als allgemeines deutsches Bürgerrecht bezeichnet wurde. Doch der Deutsche Bund war kein Bundesstaat, und individuelle Rechte hatten die Deutschen ausschließlich über ihre Einzelstaaten. An sich durfte laut Bundesakte ein Deutscher von einem Staat in einen anderen Staat des Bundes umziehen. Ob einem dies dann aber tatsächlich erlaubt war, hing vom aufnehmenden Staat ab.
Der Nationalversammlung setzte große Hoffnungen in die Freizügigkeit, auch aus wirtschaftlichen Überlegungen heraus. Die Verarmung, der Pauperismus, der Hunger im ländlichen Raum wie Ostpreußen, Oberschlesien und Westfalen sollte beseitigt werden. Die Gesellschaft reguliere sich bei Freizügigkeit selbst.

## Frankfurter Reichsverfassung 1849

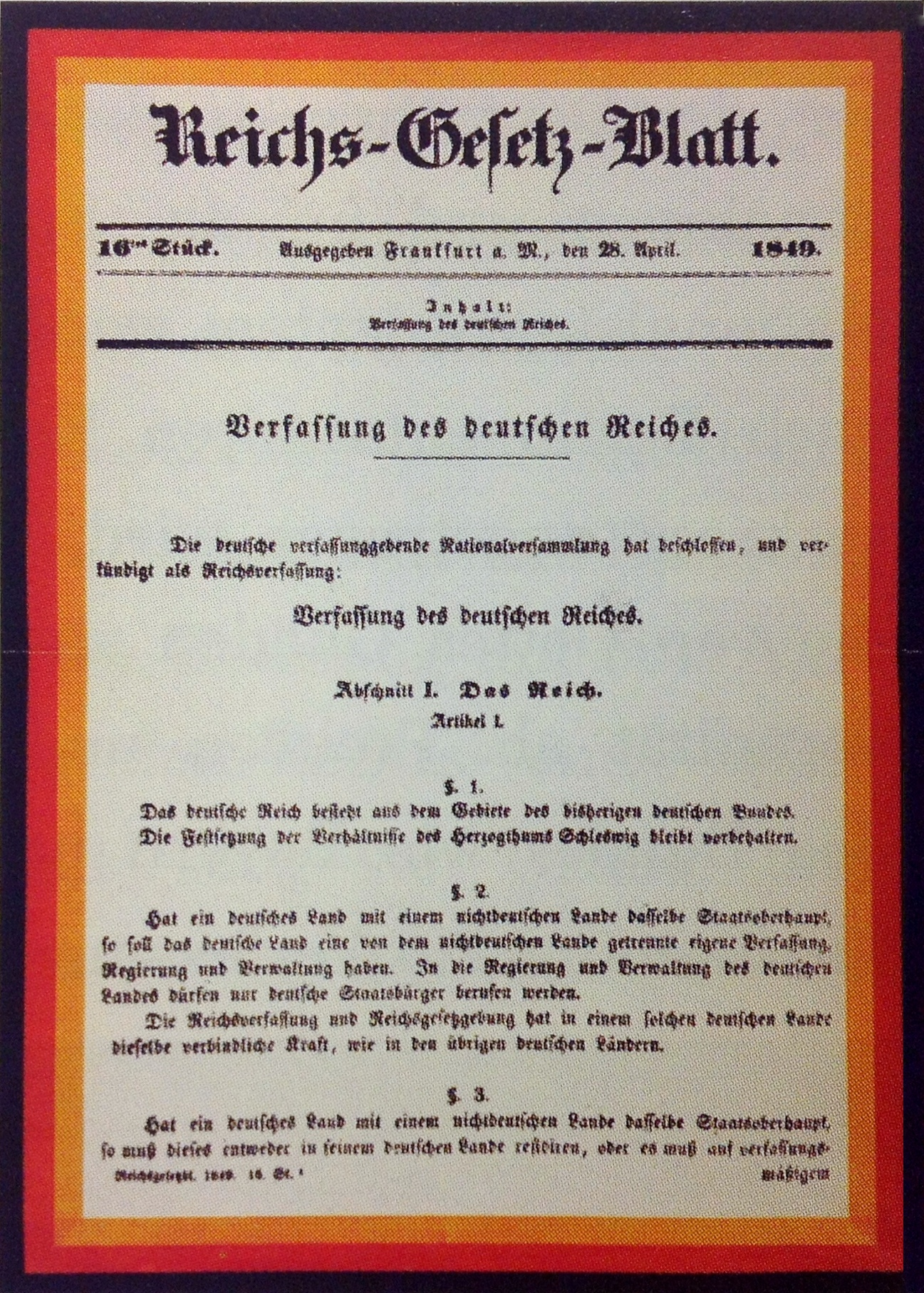
Frankfurter Reichsverfassung von 1849

Artikel IV. über die Grundrechte des deutschen Volkes beginnt in Artikel I mit mehreren Paragraphen über das Reichsbürgerrecht an sich und die Gleichbehandlung in allen deutschen Ländern:
§ 131. Das deutsche Volk besteht aus den Angehörigen der Staaten, welche das deutsche Reich bilden.
§ 132. Jeder Deutsche hat das deutsche Reichsbürgerrecht. Die ihm kraft dessen zustehenden Rechte kann er in jedem deutschen Lande ausüben. Über das Recht, zur deutschen Reichsversammlung zu wählen, verfügt das Reichswahlgesetz.
§ 133. Jeder Deutsche hat das Recht, an jedem Orte des Reichsgebietes seinen Aufenthalt und Wohnsitz zu nehmen, Liegenschaften jeder Art zu erwerben und darüber zu verfügen, jeden Nahrungszweig zu betreiben, das Gemeindebürgerrecht zu gewinnen.
Die Bedingungen für den Aufenthalt und Wohnsitz werden durch ein Heimathsgesetz, jene für den Gewerbebetrieb durch eine Gewerbeordnung für ganz Deutschland von der Reichsgewalt festgesetzt.
§ 134. Kein deutscher Staat darf zwischen seinen Angehörigen und anderen Deutschen einen Unterschied im bürgerlichen, peinlichen und Prozeß-Rechte machen, welcher die letzteren als Ausländer zurücksetzt.
Dabei ist § 132, so Jörg-Detlef Kühne, mit seiner Definition der „Deutscheneigenschaft […] der Schlüssel zu einem Bündel verfassungskräftiger materieller Berechtigungen, die 1849 insgesamt das materielle (Gesamt-)Staatsbürgerrecht der Deutschen ausmachen.“ Der materiell enge Begriff beinhaltet vor allem die persönliche Freizügigkeit, damit jeder Deutsche sich in ganz Deutschland aufhalten darf, einschließlich der Auswanderung ins Ausland, aber auch die wirtschaftliche Freizügigkeit, damit jeder Deutsche in ganz Deutschland jedem Gewerbe nachgehen darf. Das Wahlrecht zum Reichstag hat die FRV bewusst in den Grundrechtskatalog aufgenommen, was eher atypisch ist.

### Freizügigkeit
Die Nationalversammlung hatte es abgelehnt, dass ein Deutscher ganz allein darüber entscheiden konnte, wo er wohnte. Dies hätte in der Praxis schwierige Verfahren mit sich gebracht, und damals gab es auch in den Einzelstaaten keine Einwanderung ganz ohne Bedingungen. Diese Bedingungen wurden im Frankfurter Fall in einem geplanten Einführungsgesetz (EEG) sowie einem Heimatgesetz (HGE) beschrieben. Laut diesen Entwürfen sollte ein Ort grundsätzlich einen ortsfremden Deutschen aufnehmen müssen. Doch konnte der Ort sofort oder später den Zuzug verweigern, wenn der Ortsfremde bedürftig war oder wurde, oder wenn er wegen eines gemeinen Verbrechens verurteilt worden war. Wer das Gemeindebürgerrecht eines Ortes gewinnen wollte, musste nicht erst (anders als 1867) die Staatsangehörigkeit des betreffenden Staates erlangen. Interessanterweise gab es keinen Vorbehalt aus Gründen der Seuchenpolitik, obwohl damals Epidemien in Großstädten bereits bekannt waren.

### Auswanderung und Schutz im Ausland

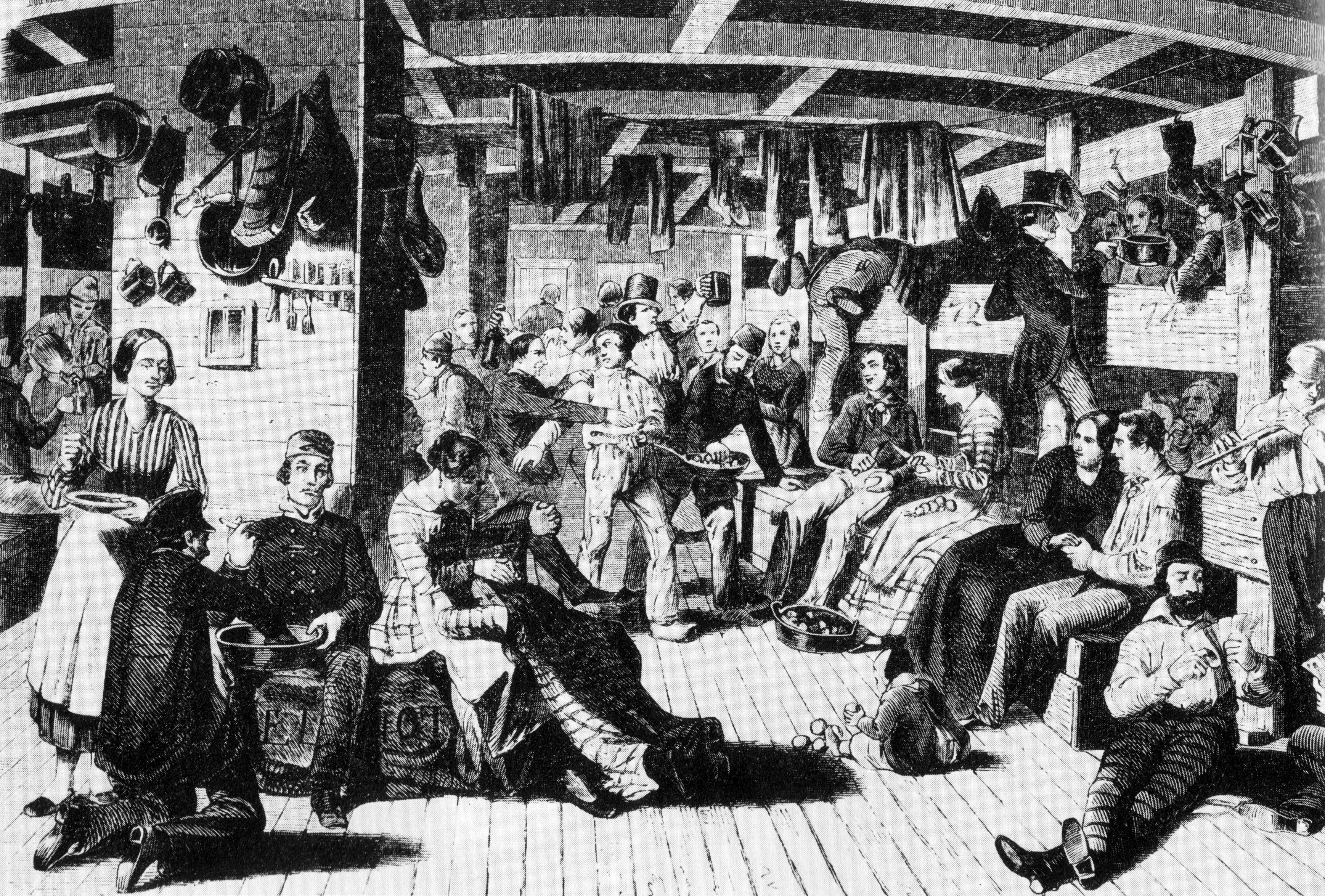
Schiff mit Auswanderern, 1850

Ein Sonderfall der Freizügigkeit war die Auswanderung in Drittstaaten. Seit 1815 waren 1,2 Millionen Menschen aus Deutschland ausgewandert; dies wurde staatlicherseits ermuntert, um in Amerika oder Südosteuropa das deutsche Element zu stärken, um Handelsbeziehungen zu fördern, aber auch wegen eines Schuldgefühls gegenüber den Auswanderern, weil ihre Ausreise gut gegen die Armut der Zurückgebliebenen war. Doch mussten Auswanderungswillige den Behörden die Absicht anzeigen, oder sie brauchten gar eine Erlaubnis. Der Sinn dahinter war, dass Gläubiger sich melden konnten. Eventuell musste man eine Verzichtserklärung unterschreiben, dass man, falls man verarmt aus dem Ausland zurückkehrt, keine Armenunterstützung in Anspruch nehmen werde. Teils wurden Abzugsgelder erhoben, weil ein Landesherr oder eine Stadt den Untertanen als Vermögen ansah, das ins Ausland abfloss.
Die Frankfurter Reichsverfassung bestimmt hingegen zur Auswanderung:
§ 136. Die Auswanderungsfreiheit ist von Staatswegen nicht beschränkt; Abzugsgelder dürfen nicht erhoben werden.
Die Auswanderungsangelegenheit steht unter dem Schutze und der Fürsorge des Reiches.
Es war auch ein Gesetz geplant, um die Fürsorge des Reiches für Auswanderer zu regeln; es sah vor, dass die Reichskonsuln beispielsweise den Transport überwachen und den Auswanderern bei der Ansiedlung helfen sollten. Nur auf eigenen Wunsch sollte der Auswanderer aus dem deutschen Staatsverband ausscheiden. Die großzügige Fürsorgepflicht wurde in späteren Verfassungen übernommen und erst 1924 abgeschwächt.

### Wirtschaftliche Freizügigkeit
Nicht der Verfassungsausschuss, sondern der volkswirtschaftliche Ausschuss der Nationalversammlung schlug vor, dass jeder Deutsche überall in Deutschland selbst entscheiden solle, welchen Nahrungszweig er betreiben wollte. Dies galt auch für Fabrikarbeiter und andere unselbstständige Beschäftigte, die damals 22–25 Prozent der Gesamtbevölkerung ausmachten. Die geplante Gewerbefreiheit ging 1849 wesentlich weiter als in späteren Verfassungen und wurde erst hundert Jahre später wieder mit Art. 12 des Grundgesetzes der Bundesrepublik Deutschland erreicht.
Der Liberalismus zeigte in der Paulskirche noch wesentlich weniger individualistische Züge als später und ging soziale Missstände noch weniger isoliert an. Den sozialen Fragen wird, so Jörg-Detlef Kühne, "entgegen weit verbreiteter Auffassung […] 1848/49 in erstaunlichem Maße Rechnung getragen, was bisher aber gerade im Bereich der persönlichen und wirtschaftlichen Freizügigkeit allenfalls vorsichtige Anerkennung gefunden hat." Während spätere deutsche Verfassungen mehr das bürgerliche Eigentum bewahren oder verteidigen wollten, wollte die Reichsverfassung von 1849 es erst noch erkämpfen.

### Gleichheit der Reichsbürger
§§ 146–148 der Reichsverfassung behandelte die Rechtsstellung der Konfessionen, um die bisherige Benachteiligung von Juden und bestimmten christlichen Sekten zu beseitigen:
§ 146. Durch das religiöse Bekenntniß wird der Genuß der bürgerlichen und staatsbürgerlichen Rechte weder bedingt noch beschränkt. Den staatsbürgerlichen Pflichten darf dasselbe keinen Abbruch thun.
§ 147. Jede Religionsgesellschaft ordnet und verwaltet ihre Angelegenheiten selbstständig, bleibt aber den allgemeinen Staatsgesetzen unterworfen.
Keine Religionsgesellschaft genießt vor andern Vorrechte durch den Staat; es besteht fernerhin keine Staatskirche.
Neue Religionsgesellschaften dürfen sich bilden; einer Anerkennung ihres Bekenntnisses durch den Staat bedarf es nicht.
§ 148. Niemand soll zu einer kirchlichen Handlung oder Feierlichkeit gezwungen werden.
Im Vormärz mussten die protestantischen und die katholische Kirche erleben, wie oppositionelle, rationalistische Gruppen regen Zulauf genossen, bei den Protestanten die Lichtfreunde, bei den Katholiken die Deutschkatholiken. Sie wandten sich gegen den amtlich gesteuerten Pietismus bzw. gegen die Vormachtsansprüche des Papstes und organisierten sich presbyterial, außerhalb der Großkirchen. Das machte sie zu einem Modell für eine demokratisch organisierte Gesellschaft.
Für die Juden gab es 1848 einige Verbesserungen, wenn auch weniger in der Verwaltungspraxis. Preußen schloss sie schon 1851 vom Dienst in der Justiz und in der Schule aus. Die Organisationen und Gottesdienste von Lichtfreunden und Deutschkatholiken wurden in der Reaktionsära schwer verfolgt und überwacht.
§ 137 der Reichsverfassung von 1849 hebt Privilegien des Adels auf:
- grundherrliche Gerichtspriviliegien,
- Fideikommisse,
- besondere standesherrliche Familienrechte,
- Inkommunalisierung gemeindefreier Gutsherrschaften,
- Aufhebung adeliger Landstandschaft, besonders die Vertretung des Grundadels in den Kammern der Einzelstaaten.

Ferner sollten öffentliche Ämter allgemein zugänglich werden, was sich gegen geburtsständische Privilegien des Adels und gegen die bevorzugte Einstellung von Adligen richtete. Da die Bevorzugung mehr der Praxis entsprach als aufgrund von Anordnungen erfolgte, ist es strittig, ob die Reichsverfassung daran etwas geändert hätte oder in späterer Zeit Wirkung entfaltet hat. In der Realität hatte der Adel bis 1918 noch erhebliche Vorrechte, auch in der Einstellungspraxis. Seit etwa 1918 wurde in letzterer der Einfluss der Parteien größer. Nicht zuletzt in den Ersten Kammern der Parlamente in den Einzelstaaten blieben die Vorrechte des Adels erhalten. Sie hemmten die spätere politische Entwicklung erheblich. Privilegierte die FRV noch die Familien der Regenten, etwa 130 Standesherren, so war nach 1850 noch ca. ein Prozent der Bevölkerung privilegiert.
§ 137 sollte außerdem Wehrgleichheit herstellen. Laut Deutscher Bundesakte konnten Wohlhabende sich gegen eine Zahlung vom Militärdienst befreien. Davon machten durchschnittlich etwa ein Viertel der Wehrpflichtigen Gebrauch, so dass (mit Ausnahme von Preußen) nur die Unterschichten dienten. Die Nationalversammlung wollte die Dienstbefreiung abschaffen, um eine plutokratische Einrichtung zu beseitigen und um die Wehrkraft zu erhöhen. Sie lehnte auch einen Antrag ab, dass Angehöriger bestimmter Sekten wie der Mennoniten den Kriegsdienst verweigern durften. Die Einzelstaaten wollten an den Befreiungszahlungen festhalten, da sie damit einen großen Teil des Militärhaushaltes finanzierten; doch wurde die Praxis in der Folgezeit unbedeutender, da es durch Industrialisierung und Auswanderung schwierig wurde, Stellvertreter zu finden.

## Erfurter Union
Preußen stellte zwei Monate nach der Frankfurter Reichsverfassung eine Verfassung des Deutschen Reiches vor, die zur Grundlage der Erfurter Union werden sollte. Sie übernahm fast den gesamten Text des Frankfurter Vorbilds. Während das Vorbild aber die Grundrechte zur Norm für die Einzelstaaten machte, sprach die Erfurter Kopie von den besonderen Verhältnissen in den Einzelstaaten, die bei der Anwendung berücksichtigt werden sollten (§ 128). Die Kopie beseitigte ferner u. a. die Abschaffung der Adelsvorrechte und der Todesstrafe, sie erleichterte die Einschränkung der Pressefreiheit und schwächte die Trennung von Staat und Kirche ab.

## Spätere Entwicklung
Nach 1848/1849 wurde die Praxis der Freizügigkeit in den deutschen Ländern tendenziell liberaler, eine Dresdner Konvention von 1850 vereinfachte beispielsweise das Passwesen. Teilweise gab es Freizügigkeitsverträge auf Gegenseitigkeit zwischen den Staaten, und Abgaben von Auswanderer wurden kaum noch erhoben. Allerdings blieb, entgegen der Forderung der FRV, die Militärpflicht immer noch ein Grund, Männern im entsprechenden Alter die Ausreise zu verweigern. 1867 setzte sich diesbezüglich die preußische Regelung durch, dass die Auswanderung für Militärpflichtige im Alter von 17 bis 25 Jahren erlaubt werden konnte, wenn sie nicht aktiv dienten oder nur die Meldepflicht umgehen wollten.
Die Bismarcksche Reichsverfassung von 1867/1871 regelt das gemeinsame Indigenat in Art. 3, das Grundgesetz mit der Freizügigkeit und Berufsfreiheit (immer noch Deutschen-, nicht Jedermannsrechte). Während die Regelung von 1849 für alle Deutschen die durchgängig gleichmäßige Behandlung vorsah, wollte die Regelung von 1867 nur für bestimmte Gegenstände ausschließen, dass die Einzelstaaten ihre eigenen Angehörigen besser stellten als andere Norddeutsche. Über Art. 4 Nr. NBV war es aber möglich, dass die einfache Gesetzgebung die Regelung der FRV mehr annäherte. 1870 wurde die Bundes- bzw. Staatsangehörigkeit durch einfaches Gesetz geregelt. Es lehnte sich an das Preußische Untertanengesetz von 1842 an.
Trotz der oberflächlichen Ähnlichkeiten zwischen FRV und der Regelung im Norddeutschen Bund waren die Absichten verschieden. Die FRV sah das Reichsbürgerrecht für jeden Deutschen vor. Die Definition des Deutschen war vordergründig politisch-territorial, da Deutscher jemand war, der Angehöriger der angeschlossenen Staaten war. Hinzu kam aber hintergründig ein Anklingen an ethnisch-kulturelle Einflüsse, wie es an der Schleswig- und Posen-Frage erkennbar ist. Die Bismarcksche Reichsverfassung hingegen war mit Blick auf Süddeutschland gegen eine ethnisch-kulturelle Ausrichtung.
Das Freizügigkeitsgesetz des Norddeutschen Bundes gab den Gemeinden mehr Gründe an die Hand, mit denen sie Ortsfremde ablehnen konnten: nicht nur Bedürftigkeit, sondern Erwerbsunfähigkeit allgemein; nicht nur Verurteilung wegen gemeiner Verbrechen, sondern jede Bestrafung. Insgesamt kamen die norddeutschen Regelungen den Frankfurter ziemlich nahe. Jörg Detlef-Kühne: „Ungeachtet der bemerkten Ausnahmeregeln kann das Freizügigkeitsgesetz von 1867 trotz seiner vormärzlichen Herkunft inhaltlich als weitgehende Verwirklichung der Vorstellungen von 1848 angesehen werden,“ sofern man auch die Minderheitsmeinungen im Verfassungsausschuss 1848/1849 mit berücksichtigt.
Allerdings gab es mit dem späteren Kulturkampf (1870er-Jahre) und Sozialistengesetz (1878–1890) Einschränkungen der Freizügigkeit aus politischen Gründen mit der Ausweisung in bestimmte Bezirke (Konfinierung), das war in Frankfurt verpönt. In Weimarer Zeiten schränkte das Republikschutzgesetz (1922) die Freizügigkeit nur zeitlich befristet ein und machte sie von einer richterlichen Entscheidung abhängig.

## Belege
1. 1 2  Jörg-Detlef Kühne: Die Reichsverfassung der Paulskirche. Vorbild und Verwirklichung im späteren deutschen Rechtsleben. Habil. Bonn 1983, 2. Auflage, Luchterhand, Neuwied 1998 (1985), S. 204.
2. ↑  Jörg-Detlef Kühne: Die Reichsverfassung der Paulskirche. Vorbild und Verwirklichung im späteren deutschen Rechtsleben. Habil. Bonn 1983, 2. Auflage, Luchterhand, Neuwied 1998 (1985), S. 207/208.
3. 1 2  Jörg-Detlef Kühne: Die Reichsverfassung der Paulskirche. Vorbild und Verwirklichung im späteren deutschen Rechtsleben. Habil. Bonn 1983, 2. Auflage, Luchterhand, Neuwied 1998 (1985), S. 203.
4. ↑  Jörg-Detlef Kühne: Die Reichsverfassung der Paulskirche. Vorbild und Verwirklichung im späteren deutschen Rechtsleben. Habil. Bonn 1983, 2. Auflage, Luchterhand, Neuwied 1998 (1985), S. 209/210, 285.
5. ↑  Jörg-Detlef Kühne: Die Reichsverfassung der Paulskirche. Vorbild und Verwirklichung im späteren deutschen Rechtsleben. Habil. Bonn 1983, 2. Auflage, Luchterhand, Neuwied 1998 (1985), S. 217.
6. ↑  Jörg-Detlef Kühne: Die Reichsverfassung der Paulskirche. Vorbild und Verwirklichung im späteren deutschen Rechtsleben. Habil. Bonn 1983, 2. Auflage, Luchterhand, Neuwied 1998 (1985), S. 218/219, 225.
7. ↑  Jörg-Detlef Kühne: Die Reichsverfassung der Paulskirche. Vorbild und Verwirklichung im späteren deutschen Rechtsleben. Habil. Bonn 1983, 2. Auflage, Luchterhand, Neuwied 1998 (1985), S. 224/225.
8. ↑  Jörg-Detlef Kühne: Die Reichsverfassung der Paulskirche. Vorbild und Verwirklichung im späteren deutschen Rechtsleben. Habil. Bonn 1983, 2. Auflage, Luchterhand, Neuwied 1998 (1985), S. 226, 245.
9. ↑  Jörg-Detlef Kühne: Die Reichsverfassung der Paulskirche. Vorbild und Verwirklichung im späteren deutschen Rechtsleben. Habil. Bonn 1983, 2. Auflage, Luchterhand, Neuwied 1998 (1985), S. 245, 282.
10. ↑  Jörg-Detlef Kühne: Die Reichsverfassung der Paulskirche. Vorbild und Verwirklichung im späteren deutschen Rechtsleben. Habil. Bonn 1983, 2. Auflage, Luchterhand, Neuwied 1998 (1985), S. 245, 300–302.
11. ↑  Jörg-Detlef Kühne: Die Reichsverfassung der Paulskirche. Vorbild und Verwirklichung im späteren deutschen Rechtsleben. Habil. Bonn 1983, 2. Auflage, Luchterhand, Neuwied 1998 (1985), S. 245, 305/306.
12. ↑  Jörg-Detlef Kühne: Die Reichsverfassung der Paulskirche. Vorbild und Verwirklichung im späteren deutschen Rechtsleben. Habil. Bonn 1983, 2. Auflage, Luchterhand, Neuwied 1998 (1985), S. 287/288, 295–298.
13. ↑  Jörg-Detlef Kühne: Die Reichsverfassung der Paulskirche. Vorbild und Verwirklichung im späteren deutschen Rechtsleben. Habil. Bonn 1983, 2. Auflage, Luchterhand, Neuwied 1998 (1985), S. 328.
14. ↑  Jörg-Detlef Kühne: Die Reichsverfassung der Paulskirche. Vorbild und Verwirklichung im späteren deutschen Rechtsleben. Habil. Bonn 1983, 2. Auflage, Luchterhand, Neuwied 1998 (1985), S. 299/300.
15. ↑  Manfred Botzenhart: Deutscher Parlamentarismus in der Revolutionszeit 1848–1850. Droste Verlag, Düsseldorf 1977, S. 719.
16. ↑  Jörg-Detlef Kühne: Die Reichsverfassung der Paulskirche. Vorbild und Verwirklichung im späteren deutschen Rechtsleben. Habil. Bonn 1983, 2. Auflage, Luchterhand, Neuwied 1998 (1985), S. 209/210.
17. ↑  Jörg-Detlef Kühne: Die Reichsverfassung der Paulskirche. Vorbild und Verwirklichung im späteren deutschen Rechtsleben. Habil. Bonn 1983, 2. Auflage, Luchterhand, Neuwied 1998 (1985), S. 220–223.
18. ↑  Jörg-Detlef Kühne: Die Reichsverfassung der Paulskirche. Vorbild und Verwirklichung im späteren deutschen Rechtsleben. Habil. Bonn 1983, 2. Auflage, Luchterhand, Neuwied 1998 (1985), S. 204 f.
19. ↑  Jörg-Detlef Kühne: Die Reichsverfassung der Paulskirche. Vorbild und Verwirklichung im späteren deutschen Rechtsleben. Habil. Bonn 1983, 2. Auflage, Luchterhand, Neuwied 1998 (1985), S. 213/214.
20. ↑  Jörg-Detlef Kühne: Die Reichsverfassung der Paulskirche. Vorbild und Verwirklichung im späteren deutschen Rechtsleben. Habil. Bonn 1983, 2. Auflage, Luchterhand, Neuwied 1998 (1985), S. 216.
21. ↑  Jörg-Detlef Kühne: Die Reichsverfassung der Paulskirche. Vorbild und Verwirklichung im späteren deutschen Rechtsleben. Habil. Bonn 1983, 2. Auflage, Luchterhand, Neuwied 1998 (1985), S. 214–216.